# Ischnoptera mirella
Ischnoptera mirella är en kackerlacksart som beskrevs av Morgan Hebard 1920. Ischnoptera mirella ingår i släktet Ischnoptera och familjen småkackerlackor.
Artens utbredningsområde är Panama. Inga underarter finns listade i Catalogue of Life.